# Severní Asie

Severní Asie

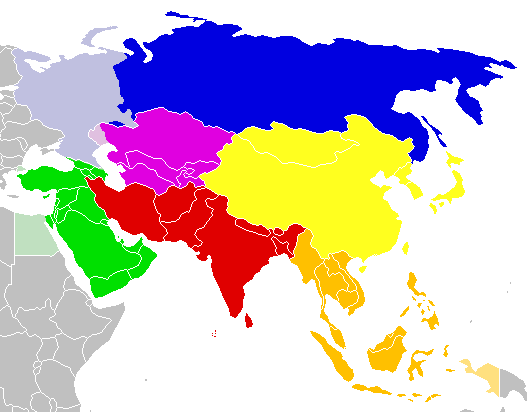
Dělení Asie podle OSN:
Severní Asie
Střední Asie
Jihozápadní Asie
Jižní Asie
Východní Asie
Jihovýchodní Asie

Severní Asie je někdy definována jako subregion Asie skládající se pouze z asijské části Ruska. Pojem se moc často nepoužívá. Někdy jsou tak označovány části východní Asie a asijská část Ruska je řazena do východní Evropy. Velkou část Severní Asie pokrývá oblast nazývající se Sibiř.
Phillips Illustrated Atlas of the World 1988 ji definuje jako většinu původního Sovětského svazu, část, která je na východě od Uralu.

## Demografie
V roce 1875 byla populace Severní Asie zhruba 8 milionů. Mezi lety 1801 a 1914 se asi 7 milionů obyvatel přemístilo z evropské části Ruska na Sibiř, 85 % z toho během čtvrtstoletí před první světovou válkou.
Dnes se většinou odhaduje, že Rusů a ruských Ukrajinců je východně od Uralu asi 40 milionů. Burjatů je zde 445 175, což z nich dělá největší etnickou minoritu na Sibiři. Také zde žije 443 852 Jakutů (podle ruského sčítání lidu z roku 2002) a asi 400 000 povolžských Němců. Podle sčítání lidu z roku 2002 je zde 500 000 Tatarů a milion Číňanů.

## Geografie
V Severní Asii nejsou žádná pohoří, která by zabránila arktickým větrům proudit přes Sibiř a Turkestán.